# Glaucetas
Glaucetas (en grec ancien Γλαυκέτας), parfois écrit Glauketas, est un corsaire actif sur la  Mer Égée entre 315 av. J.-C. et 300 av. J.-C.. 
Bien que l'on ne connaisse que peu de choses de sa vie, les chroniques de la marine athénienne indiquent que sa capture sur son repaire (l'île de Kýthnos) « a rendu la mer plus sûre pour ceux qui y naviguent ».